# البكتيريا الموجهة للورم
البكتيريا الموجهة للورم هي مجموعة من البكتيريا اللاهوائية أو الإختيارية (القادرة على إنتاج ATP عند غياب الأكسجين أو تدميره في مستويات الأكسجين الطبيعية) التي يمكنها استهداف الخلايا السرطانية في الجسم، وضبط نمو الورم والبقاء في الجسم لوقت طويل حتى بعد الإصابة. عندما هذا النوع من  الجراثيم يكون يدير داخل الجسم وهو ينتقل إلى الأنسجة السرطانية ويبدأ بالنمو، ثم ينشر آليات متميزة لتدمير الأورام الصلبة. كل نوع من أنواع البكتيريا تستخدم عملية مختلفة للقضاء على الورم. بعض أنواع البكتيريا الشائعة التي تقوم باستئصال الورم والتي تشمل السالمونيلا والمطثية والبيفيدوباكتيريوم والليستيريا والعقدية. وتم تسليط الضوء على أول بحث لهذا النوع من البكتيريا في عام 1813،عندما بدأ العلماء في ملاحظة أن المرضى الذين كانوا يعانون من الغنغرينا الغازية، وهي عدوى ناجمة عن بكتيريا كلوستريديوم، كانت قادرة على الحصول على تراجع الورم.

## آليات تثبيط الورم
تَستخدم سلالات مختلفة من البكتيريا الموجهة للورم عمليات فريدة أو مشابهة لتثبيط أو تدمير نمو الورم موجودة في بيئات متميزة.

الآليات التي تستهدف بها البكتيريا الأورام.

### آليات فريدة
- تقتل بكتيريا السالمونيلا الخلايا السرطانية عن طريق التكاثر البكتيري غير المنضبط الذي يمكن أن يؤدي إلى انفجار الخلايا السرطانية. علاوة على ذلك، فإن الخلايا الضامة والخلايا التغصنية (نوع من خلايا الدم البيضاء) تفرز إنترلوكين 1 بيتا في هذه الأورام المستعمرة بالسالمونيلا، وهو بروتين مسؤول عن النشاط المضاد للورم.[3]
- S. Typhimurium فلاجيلين يزيد من المناعة الفطرية والتكيفية (آليات دفاع غير محددة ومحددة) للبكتيريا عن طريق تحفيز الخلايا القاتلة الطبيعية ( الخلايا القاتلة الطبيعية) لإنتاج interferon-γ (IFN-γ)، وهو سيتوكين مهم (بروتين تنظيمي) لهذه المناعة.[1]
- تمنع الليستيريا الأورام من خلال إنتاج NADPH أوكسيديز (نيكوتيناميد أدينين ثنائي النوكليوتيد أوكسيديز) لـ ROS (أنواع الأكسجين التفاعلية) وهي عملية إرسال إشارات للخلايا تنشط خلايا تي قاتلة (الخلايا التي تقتل الأنسجة السرطانية) التي تستهدف الأورام الأولية.[4]

### آليات مشابهة
- تنتج كلوستريديوم، س. تيفيموريوم، الليستريا السموم الخارجية (مثل الفسفوليباز، الهيموليزين، الليباز) التي تتلف بنية الغشاء والوظائف الخلوية للورم باستخدام الاستماتة أو الالتهام الذاتي الذي يتم برمجته موت الخلية.[2]
- تعزز عدوى السالمونيلا والكلوستريديوم والليستيريا القضاء على الورم عن طريق زيادة السيتوكينات والكيموكينات (البروتينات المنظمة لإشارات الخلايا) التي تنظم المواقع المصابة باستخدام الخلايا الحبيبية والخلايا الليمفاوية السامة للخلايا ( خلية دم بيضاء التي تقتل الخلايا السرطانية).[1]

## العلاجات الطبية المؤكدة
يعتبر علاج السرطان البكتيري مجالًا حديث لعلاج السرطان. على الرغم من إجراء العديد من التجارب السريرية، إلا أنه لحتى الآن لم يتم تقديم سوى عدد قليل من العلاجات المؤكدة للمرضى.

### العلاج بالسلالات الحية من البكتيريا
- يعد استخدام سلالة مخففة المتفطرة بوفيس، والمعروفة أيضًا باسم باكلوس، علاجًا مؤكدًا لسرطان المثانة. يتم علاج BCG الباكلوس عن طريق التقطير داخل المثانة (إعطاء الدواء في المثانة البولية عبر قسطرة) ويستخدم منذ عام 1970 على مرضى السرطان.[5]
- بسبب مناطق الأنسجة الميتة ونقص الأكسجين في الخلايا السرطانية (منطقة مقاومة العلاج)، يمكن أن يضعف عملية توصيل أدوية العلاج الكيميائي. لذلك يمكن دمج السالمونيلا مع العلاج الكيميائي لتوفير العلاج والنقل حيث لا تتأثر السالمونيلا بهذه المناطق. بالإضافة إلى ذلك، زاد عدد سلالة السالمونيلا المتحولة VNP20009 من هذه المجموعة مما يسبب المزيد من تثبيط الخلايا السرطانية عن طريق تحفيز البروتينات المضادة للأورام.[6]

### العلاج بالبكتيريا المعدلة وراثيًا
هندسة البكتيريا الموجهة للورم وراثيًا تعزيز أنشطتها المضادة للأورام واستخدامها لنقل المواد العلاجية بناءً على الاحتياجات الطبية. عادة ما يتم تحويلها إلى بلازميد يحتوي على التعبير الجيني المحدد لهذه البروتينات العلاجية للبكتيريا.و بعد وصول البلازميد إلى مكان الهدف، يتم التعبير عن التسلسل الجيني للبروتين لذلك يمكن أن يكون للبكتيريا تأثير بيولوجي كامل. حاليًا، لا يوجد علاج معتمد بالبكتيريا المعدلة وراثيًا. ومع ذلك، يجرى بحث على ليستريا و كلوستريديم كنواقل لنقل RNAi (يقمع الجينات) لسرطان القولون.

## مأمونية علاج السرطان البكتيري
بعض أنواع البكتيريا المسببة للأورام النشطة قد تكون ضارة بجسم الإنسان لأنه ينتج السموم، يؤدي ذلك إلى تعكير دورة الخلية مما يؤدي إلى تغيير خلية النمو والالتهابات المزمنة. لذلك، تم العثور على العديد من الطرق لتعزيز سلامة البكتيريا الموجهة للورم في الجسم على سبيل المثال، عندما تتم إزالة الجينات الخبيثة للبكتيريا عن طريق استهداف الجينات، وهي عملية يتم فيها حذف الجينات أو تعديلها، يمكن تقليل الإمراضية (خاصية التسبب في المرض).

### الآثار السلبية
- يمكن أن تؤدي طفرات الحمض النووي للبكتيريا الموجهة للورم في الجسم إلى مشاكل كالعدوى الشديدة وفشل العلاج لأن الجينات التي يتم التعبير عنها ستكون مختلفة وتتسبب في أن تصبح البكتيريا غير وظيفية.
- يمكن أن يؤدي تحلل الورم غير المكتمل أو استعمار البكتيريا إلى تأخير العلاج وسيتطلب استخدام علاجات أخرى للسرطان مثل العلاج الكيميائي أو مزيج من المزيد. العلاج المتأخر أو المشترك يتسبب في العديد من الظواهر على الجسم مثل التقيؤ والغثيان وفقدان الشهية والإرهاق وتساقط الشعر.[8]

### منع الآثار الضارة
- يؤدي حذف جين msbB من السالمونيلا عن طريق الهندسة الوراثية إلى فقدان الدهن A (وهي مادة دهنية مسؤولة عن مستويات سمية البكتيريا سالبة الجرام ) وبالتالي يقلل من سمية السالمونيلا بمقدار 10000 ضعف.[9]
- توليد المسوخات المساعدة (سلالة من الكائنات الحية الدقيقة التي تتكاثر فقط عندما يتم استكمال الوسط ببعض المواد المحددة) التي لا يمكن أن تتكاثر بكفاءة في بيئة يكون فيها عنصر غذائي معين تتطلبه سلالة متحولة نادرًا. تمثل السالمونيلا A1-R مثل هذه السلالة، والتي تعتبر مساعدة للأحماض الأمينية ليسين وأرجينين المخصب في الورم ولكن ليس في الأنسجة الطبيعية. لذلك في الورم، تنمو السالمونيلا A1-R ولكن ليس في الأنسجة الطبيعية وبالتالي تمنع العدوى وتزيد من السلامة.[2]

## أبحاث
أكثر أنواع البكتيريا التي تم بحثها لعلاج السرطان هي السالمونيلا والليستريا والمطثية. أكملت سلالة السالمونيلا المعدلة وراثيًا (TAPET-CD) المرحلة الأولى من التجارب السريرية للمرضى المصابين بالسرطان النقيلي من المرحلة الرابعة. يتم حاليًا إنتاج لقاحات السرطان القائمة على الليستريا وتخضع للعديد من التجارب السريرية. تجري حاليًا تجارب المرحلة الأولى على سلالة كلوستريديوم المسماة كلوستريديوم نوفي ( C. novyi -NT) للمرضى الذين يعانون من أورام مقاومة للعلاج أو أورام لا تستجيب للعلاج الحالي.